# Rowland Smith
Rowland Smith (6 décembre 1826 - 24 février 1901) est un homme politique conservateur anglais qui siège à la Chambre des communes de 1868 à 1874.

## Biographie
Il est le fils de Samuel George Smith, de Goldings, Hertfordshire et de son épouse Eugenia Chatfield.
Aux Élections générales britanniques de 1868, il est élu en tant que député pour Derbyshire Sud et il occupe le siège jusqu'à sa défaite aux Élections générales britanniques de 1874. Il réside à Duffield Hall et est shérif du Derbyshire en 1877 et lieutenant adjoint.
Smith épouse Constance Henrietta Sophia Louisa, fille de Granville Somerset, le 20 août 1857. Ses frères sont également membres du parlement. Samuel George Smith représente Aylesbury et Frederick Chatfield Smith représente le North Nottinghamshire. Il est mort à Belper à l'âge de 74 ans.